# Académie militaire de Kananga
L'Académie militaire de Kananga, également appelée école de formation des officiers, est l'école de formation des officiers militaires des Forces armées de la république démocratique du Congo (FARDC), anciennement du Zaïre, située à Kananga chef-lieu du Kasaï-central.
Elle a été fermée en 1990 après que la Belgique ait mis fin à sa coopération militaire avec le Zaïre, et a été rouverte en 2011 avec l'aide de l'Union européenne. 
Les cadets s'entraînent pendant trois ans à l'académie avant d'être envoyés dans un centre de formation de spécialisation militaire. Des officiers d'autres pays africains y servent également d'instructeurs,.

## Diplômés notables
- Joseph Damien Tshatshi, militaire et révolutionnaire
- Baudoin Liwanga Mata, amiral et ancien chef d'état-major [3]